# الكنيسة الإثيوبية الكاثوليكية
الكنيسة الأثوبية الكاثوليكية هي إحدى الكنائس الكاثوليكية الشرقية، تعتبر الوحيدة التي تتبع الطقس الأثيوبي في الصلوات، والثانية مع كنيسة الأقباط الكاثوليك في أفريقيا برمتها؛ وتشمل حدودها القانونية دولة إثيوبيا في حين تعتبر الأبرشيات خارجها من أبرشيات الاغتراب.
تقترب هذه الكنيسة مع الكنائس الأرثوذكسية المشرقية من حيث الطقوس والصلوات العامة، لكنها تختلف معها بالإقرار بسيادة البابا في الفاتيكان، وبرفض مجمع أفسس الثاني والإقرار بصيغة مجمع خلقيدونية حول صيغ اتحاد طبيعتي المسيح ببضعهما البعض.
في 2015 أصدر البابا مرسومًا بإنهاء ولاية الكنيسة الإثيوبية الكاثوليكية على إريتريا لتتشكل الكنيسة الإريترية الكاثوليكية المستقلة ومركزها مدينة أسمرة.

## التاريخ
مع نهاية القرن الخامس عشر فتحت البعثات الاستكشافية القادمة من البرتغال على وجه الخصوص الباب أمام المبشرين الكاثوليك للنشاط في منطقة القرن الأفريقي، واستطاع هؤلاء المبشرون اللاتين في عهد البابا أوربان الثامن من اجتذاب عدد من المسيحيين وتأسيس الكنيسة الأثيوبية الكاثوليكية، من خلال رسامة أول بطريرك لهم سنة 1622، لكن هذه الحركات اصطدمت بمعارضة سكان البلاد خصوصًا مع إحلال الطقوس اللاتينية بدلاً من الطقوس المحلية، وانتهت بطرد البطريرك المحلي من البلاد سنة 1636.
لاحقًا، وفي القرن التاسع عشر أخذت البعثات اللاتينية بالتوجه مجددًا نحو أثيوبيا، وفي العام 1839 أعلن جوستين دي جاكوب أن إعلان الاتحاد مع روما والإقرار بسلطة البابا لا يعني مطلقًا التخلي عن الطقوس الأثيوبية واستبدالها بطقوس لاتينية، لقيت هذه الحركة قبولاً واسع النطاق في أثيوبيا ما هيأ الجو لوجود ذاتية أثيوبية مستقلة فنشأت هذه الكنيسة بشكل رسمي تحت اسم الكنيسة الأثيوبية الكاثوليكية من جديد سنة 1930؛ وما ساعد في انتشار هذه الكنيسة احتلال إيطاليا لأريتيريا ومناطق من جنوب أثيوبيا سنة 1936 وقد حاولت إعادة احلال الطقس اللاتيني مجددًا لكن طرد المبشرين اللاتين في أعقاب الحرب العالمية الثانية، أدى إلى إيقاف عملية التحوّل هذه، وتم الاعتراف النهائي بالطقوس المحلية المتعارف عليها سنة 1951، وفي 9 أبريل 1961 استحدثت أبرشيتين جديدتين إلى جانب أبرشية أديس أبابا، ثم استحدثت أبرشيتين أيضًا سنة 1995، أما في إرتيريا فقد انتشرت هذه الكنيسة بشكل أوسع، وعند التنظيمات الأولية سنة 1961 كانت تضم أبرشيتين ثم استحدثت أبرشية جديدة سنة 2003، وبهذا أصبحت هذه الكنيسة مؤلفة من ستة أبرشيات، ثلاثة منهم في أثيوبيا وثلاث في إرتيريا.

## الطقوس وهيكلية الكنيسة
الطقوس في هذه الكنيسة شبيهة بسائر الكنائس الأرثوذكسية المشرقية خصوصًا الالقبطية الاسكندرانية؛ واللغة المستعملة هي اللغة الأمهرية إلى جانب القليل من اللغة القبطية.
يرأس هذه الكنيسة بطريرك، يترأس مجلس الأساقفة؛ ويرأس كل أبرشية، أسقف يدير شؤون أبرشيته المكونة من عدد من الرعايا التي يدير كل منها كاهن؛ كذلك يتبع لهذه الكنيسة محكمة روحية ونظام قضائي يختص بنظام الأحوال الشخصية والأوقاف وغيرها من القضايا الخاصة بأبناء الطائفة.

## واقع الكنيسة
بحسب إحصاءات الفاتيكان فإن عدد أتباع هذه الكنيسة حوالي 230.000 مواطن، مقسمون على 7 أبرشيات في 207 رعايا، ويدرس اللاهوت حاليًا 344 رجل.